# Ermita de San Pedro Mártir (Eroles)
San Pedro Mártir es una ermita de época moderna, barroca o posterior, del término de Fígols de Tremp, actualmente englobado en el de Tremp.
Está situada al suroeste del pueblo de Eroles, al lado de levante de la carretera local que tipo desde la C-1311.
Es una capilla sencilla, de una sola nave encabezada por un ábside en el lado de levante. Delante de la puerta, junto a poniente, hay un porche sencillo, con un banco a cada lado, y unos mirillas que dan al interior de la nave.
Por la planta y la orientación, coincide con las iglesias románicas, pero el aparato constructivo, bastante más tardío, remite a la época barroca, dentro de lo que eran las construcciones populares de la época moderna.